# La cinquena estació (novel·la)
La cinquena estació és una novel·la de fantasia del 2015 de l'escriptora nord-americana N.K. Jemisin. Va ser guardonada amb el premi Hugo a la millor novel·la l'any 2016. És el primer volum de la sèrie La terra fragmentada i el segueixen El portal dels obeliscs i El cel de pedra .

## Escenari
La cinquena estació té lloc en un planeta amb un únic supercontinent anomenat La Quietud. Cada pocs segles, els seus habitants pateixen el que anomenen una "cinquena estació" de canvi climàtic catastròfic.

### Societat
La societat de la Quietud es divideix en moltes "comus", "casta d'ús", ètnies i espècies.
- Orogens : persones amb la capacitat de manipular l'energia, especialment la del sòl (directament) i la temperatura (indirectament). Són capaços de provocar i prevenir terratrèmols. Quan s'enfaden, poden matar involuntàriament els éssers vius dins el seu " tor " -l'àrea d'influència que els envolta- extreient la calor dels seus cossos per utilitzar-la com a energia per manipular el sòl. Quan això succeeix, es forma un cercle visible de gebre al seu voltant, i els éssers vius afectats poden ser congelats instantàniament. Són àmpliament odiats i temuts, finals al punt que molts són assassinats per turbes furioses de pobles petits quan els seus poders es descobreixen a la infància. Si no són eliminats per la seva família o comunitat, són lliurats a un Guardià, que els porta al Fulcre, un centre d'entrenament situat a la ciutat de Yumenes. Els orogens entrenats al Fulcre porten uniformes negres i anells als dits que indiquen el seu rang. Tot i ser més tolerats que els no entrenats, encara pateixen discriminació i poden ser assassinats. L'insult "orograta" s'utilitza contra els orogens, mentre que ells anomenen "quiets" als no orogens. Els orogens del Fulcre tenen l'obligació de servir a les comus de la Quietud, realitzant tasques com desobstruir ensorraments, reproduir-se dins el complex i sufocar els microtremolors.
- Guardians : guerrers, caçadors i assassins encarregats de controlar orogens mitjançant el dolor i l'entrenament o, alternativament, l'execució. Són l'ordre que vigila el Fulcre.
- Geòmestes : estudiosos de la pedra i del seu lloc dins del món natural. Estudien litologia, química i geologia, que a la Quietud no es consideren disciplines diferents.
- Rodacomus : persones sense la protecció d'un assentament o "comu", ja sigui per elecció o per expulsió d'una comunitat.
- Devorapedres : Éssers longeus, semblants a escultures en moviment, que poden desplaçar-se a través de la roca, la qual també forma part de la seva dieta.
- Afiliació Sanzada Equatorial : l'Imperi governant, coneguda col·loquialment com a Antiga Sanze.
- Equatorials: Persones que viuen a les zones més estables i pròsperes de la regió equatorial com Yumenes i Dibars.
- Miglats : gentilici dels habitants de les regions del nord (Normiglats) o del sud (Sumiglats), entre l'equador i les zones Àrtica i Antàrtica. Aquestes zones es consideren llocs de mala mort. La majoria dels Miglats són mestissos.

#### Castes d'ús
- Esquenaferma: Una casta obrera, responsables de les tasques més dures i d'encarregar-se de la seguretat. Els d'esquenafermes sobrants són expulsats de les comus durant les Estacions
- Resistents: una casta de persones que es creu que són resistents a la malaltia o la fam. Cuiden els malalts, netegen latrines i realitzen altres tasques relacionades amb la salut i la higiene.
- Reproductors: la casta assignada per mantenir estables el nombre de membres d'una comu. Es dediquen a produir fills ells mateixos o autoritzen els membres de la comu amb trets desitjables perquè en tinguin. Els nens no autoritzats produits durant una Estació no reben una part de les reserves de la comu i, per tant, poden morir de fam.
- Innovadors: una casta d'intel·lectuals i inventors. Poden ser enginyers, metges o resoldre altres tipus de problemes.
- Lideratge: una casta de persones formades per dirigir la comu o altres organitzacions importants. Poden ser ascendides al poder contra la seva voluntat, si la comu així ho necessita.

## Trama
Al pròleg, un orogèn extraordinàriament poderós reflexiona sobre l'estat trist del món i lamenta l'opressió del seu poble. Aleshores, utilitza el seu immens poder per fracturar tot el continent al llarg de la seva extensió, amenaçant de causar la pitjor Cinquena Estació de la història registrada. La història segueix després tres orogens femenines (Essun, Damaya i Sienita) d'arreu de la Quietud.

### Essun
L'Essun és una dona de mitjana edat  que viu a una petita comunitat del sud anomenada Tirimo, on té dos fills petits. En secret, és una orogèn, una persona capaç de manipular la terra i la roca, absorbint o reorientant la calor i l'energia d'altres llocs. Els seus fills també tenen habilitats orogèniques, que sovint es manifesten inconscientment, i per això l'Essun ha de treballar constantment per evitar que els descobreixin. Un dia, quan arriba a casa, descobreix que el seu marit ha apallissat el seu fill fins a la mort, després que revelés sense voler les seves habilitats orogèniques. El seu marit ha agafat la seva filla i ha marxat de la ciutat. Entumida pel dolor i la ràbia, l'Essun desvia instintivament el terratrèmol massiu dels esdeveniments del pròleg, desviant-lo al voltant de la comunitat, salvant-la de la destrucció total, però alertant els habitants del poble que hi ha un orogèn entre ells.
A causa del terratrèmol massiu i dels senyals ominosos que provenen del nord, els habitants del poble comencen a adonar-se que una Cinquena Estació podria ser imminent. Quan l'Essun intenta marxar del poble per seguir el seu marit i recuperar la seva filla, la seva identitat com a orogèn es fa evident, i una turba furiosa intenta matar-la. Enfurismada, l'Essun mata els habitants del poble, eliminant la calor dels seus cossos, congelant-los, i en el procés, destruint accidentalment l'únic subministrament d'aigua de la comu.
Després de fugir, l'Essun es troba amb l'Hoa, un noi estrany amb la pell i els cabells blancs com el gel, que comença a seguir-la. Més tard, coneix la Tonkee, una rodacomu curiosa. Juntes viatgen cap al sud, trobant-se amb la devastació causada per la fissura al nord. Finalment, arriben a una comu oculta anomenada Castrima, construïda en una enorme geoda subterrània.

### Damaya
La Damaya és una noia jove que viu en una comu del nord. Quan els seus pares descobreixen que és una orogèn, se senten incapaços de matar-la però tampoc poden acceptar-la, així que convoquen en Schaffa, un Guardià, per a que se l'endugui. Els Guardians són membres d'un antic ordre d'humans amb habilitats sobrenaturals dedicats exclusivament a controlar i gestionar els orogens. Ells supervisen el Fulcre, una organització que entrena els orogens perquè utilitzin els seus poders de manera controlada. Malgrat això, els orogens són tractats com una subclase temuda i menyspreada, sense cap dret propi.
Quan en Schaffa recull la Damaya, comença el viatge cap al Fulcre i l'entrenament que li permetrà convertir-se en una orogèn entrenada. La seva primera lliçó és brutal: en Schaffa li trenca la mà per ensenyar-li a controlar els seus poders fins i tot sota un dolor extrem. Li recorda que la seva feina és protegir el món d'ella mateixa. Quan la Damaya supera aquesta prova inicial, continuen el seu camí cap al Fulcre.
Un cop allà, la Damaya aprèn ràpidament i ascendeix pels rangs de joves orogens, coneguts com a gravetes. Una nit, una noia desconeguda es cola al Fulcre disfressada de graveta. La Damaya descobreix que es tracta de la filla d'una família rica i influent, encuriosida per l'edifici més gran de l'organització. Tot i les seves reticències, la Damaya accedeix a ajudar-la a entrar. Durant la seva exploració, descobreixen un immens pou facetat, revestit de resquills esmolats de ferro. La situació es complica quan la Damaya és descoberta per un Guardià que sembla actuar de manera estranya i intenta matar-la. A l'últim moment, en Schaffa intervé, elimina el Guardià hostil i salva la vida de la Damaya. Tot i això, li explica que, per haver trencat les regles del Fulcre, haurà d'enfrontar-se  immediatament a la seva primera prova d'un anell, un examen que normalment només es fa als orogens molt més entrenats. En Schaffa li ofereix aquesta oportunitat com una manera de demostrar el seu valor i evitar un càstig fatal. Si la Damaya pot demostrar que és una orogèn útil i capaç, els Guardians li permetran continuar amb vida. Contra tot pronòstic, la Damaya supera la prova, és formalment acceptada al Fulcre i guanya el dret a triar un nou nom per a la seva nova vida.

### Sienita
La Sienita, una orogèn en ascens al Fulcre, és assignada a una missió amb Alabastre, l'orogèn viu més poderós, amb l'objectiu de concebre un fill amb ell mentre compleixen una tasca en una regió remota. Tot i que es desagraden profundament, no tenen cap altra opció. Durant el viatge cap al seu destí, l'Alabaster deixa entreveure coneixements ocults sobre els obeliscs: misterioses estructures de cristall de dimensions colossals que suren entre els núvols. Aquests es consideren restes inservibles d'una antiga civilització desapareguda fa mil·lennis.
En el trajecte, l'Alabastre porta la Sienita a una de les estacions de nodes, unes instal·lacions gestionades pel Fulcre i distribuïdes per tota la Quietud. Oficialment, cadascun conté un orogèn encarregat de neutralitzar constantment petits terratrèmols que podrien posar en perill el continent. Suposadament, és una feina rutinària i monòtona. Però l'Alabastre revela una veritat esfereïdora: els orogens de les estacions de nodes estan mutilats i bolotomitzats des de petits. Això els força a sufocar terratrèmols per instint, mantenint-los vius només de forma basal. L'Alabastre insinua que el nen en aquesta estació és un dels seus fills, igual que molts altres orogens de nodes, heretant la seva força excepcional, encara que pocs al Fulcre estan al seu nivell. La Sienita queda horroritzada per aquesta descoberta.
Finalment, arriben al seu destí, una ciutat costanera que està perdent negoci a causa d'un gran escull que bloqueja el port, la qual cosa afecta negativament el comerç. La seva missió és desplaçar l'escull. Però poc després d'arribar-hi, l'Alabastre sobreviu per poc a un intent d'assassinat, cosa que força la Sienita a encarregar-se sola de la feina. Quan intenta netejar el port, descobreix que el bloqueig és, en realitat, un obelisc tombat sota l'aigua. Quan interactua amb ell, l'obelisc respon i emergeix de l'aigua. Aquesta connexió imprevista alarma el Fulcre, que envia un Guardià per eliminar-los a tots dos. El Guardià aconsegueix incapacitar l'Alabastre i està a punt de matar a la Sienita quan ella, desesperada, s'acosta a l'obelisc, que inexplicablement conté un Devorapedres atrapat dins. En una explosió de poder, l'obelisc destrueix la ciutat i la Sienita perd el coneixement.
La Sienita es desperta després en una illa costanera, rescatada per un Devorapedres anomenat Antimoni, que també ha salvat l'Alabastre. El líder de l'illa és l'Innon, un rar exemple d'un orgogèn sense formació que viu obertament en societat. Tant ella com l'Alabaster són acceptats entre els habitants de l'illa, i eventualment formen una relació poliamorosa amb l'Innon. Durant aquesta estada, la Sienita concep un fill amb l'Alabaster i el cria en pau a l'illa durant uns anys.
Però aquesta calma es trenca quan la Sienita, en un acte instintiu, sufoca el volcà nascut de la destrucció de l'obelisc. Aquest acte atrau l'atenció del Fulcre, que envia diversos vaixells carregats de Guardians per capturar-los. Abans que pugui defensar-se, l'Alabastre és segrestat per un Devorapedres. En la lluita, l'Innon és assassinat davant dels ulls de la Sienita per un dels Guardians, i el Schaffa, intenta arrabassar-li el seu fill. Incapaç de suportar la idea que el nen pateixi el mateix destí que els orogens dels nodes, la Sienita pren una decisió terrible: sufoca el seu fill per evitar-li aquest destí cruel. En el seu dolor i desesperació, es connecta amb un obelisc proper i desencadena una onada de destrucció que arrasa els vaixells del Fulcre, mata la majoria dels Guardians i també molts illencs que intenten fugir.

### Essun
A Castrima, l'Essun descobreix que un vell conegut l'estava esperant: l'Alabastre. Aquí es revela una veritat sorprenent: la Damaya, la Sienita i l'Essun són, en realitat, la mateixa dona en diferents moments de la seva vida. També s'explica que la Tonkee és, realment, la noia que va infiltrar-se al Fulcre quan era petita. Després de l'atac a l'illa, la Sienita (la versió més adulta de la Damaya) i l'Alabastre van aconseguir sobreviure. La Sienita es va amagar sota la identitat d'Essun per intentar començar de nou i viure una vida més tranquil·la, mentre que l'Alabastre ha estat vivint forçosament aïllat entre els Devorapedres. Durant aquesta trobada, l'Essun descobreix que va ser l'Alabastre qui va trencar el continent per la meitat, desencadenant l'actual Cinquena Estació, una de magnitud sense precedents. Malgrat l'horror d'aquesta revelació, l'Alabastre li explica que aquest acte formava part d'un pla necessari per posar fi, d'una vegada per totes, a les Cinquenes Estacions que castiguen el món. Finalment, l'Alabastre deixa l'Essun amb una frase enigmàtica que obre una porta a un nou misteri: "Has sentit mai a parlar d'una cosa que es diu lluna ?"

## Personatges
Els noms a la Quietud segueixen una estructura específica: el nom de pila, seguit de la casta d'ús (professió) i la comu (comunitat, poble o ciutat). Per exemple, en Schaffa Guardià Warrant és el nom d'un Guardià anomenat Schaffa, originari de la comu Warrant. Els orogens tenen un nom de pila sovint relacionats amb temes geològics, la casta d'ús "Orogèn", i la seva comu, el Fulcre.
- Damaya: una nena de la comu de Palela, situada als Normiglats, que és lliurada aun Guardià després que els seus pares descobreixen que és una orogèn.
- Schaffa Guardià Warrant: guardià encarregat de l'entrenament de Damaya. És descrit com un home amb la pell quasi blanca, tan pàl·lida com el paper; sota d'un sol sol fort, deu treure fum i se li deu contreure tota. Té uns cabells llargs i llisos d'un negre intens, pujat. Té els ulls d'un color gris argentat, com blanc glaçat.
- Sienita (Sien): una orògen ambiciosa de quatre anells del Fulcre. Se li assigna una missió amb l'Alabastre, un orògen de nivell superior, per desbloquejar un port obstruït per corall a Allia.
- Alabastre: un orògen de deu anells, el màxim nivell possible. Té un poder immens, capaç d'apagar supervolcans i realitzar fites inabastables per a altres orogens. Es descriu com un home prim, escardalenc, amb la pell que de tan negra sembla blava, amb els cabells despentinats.
- Essun: una mare orogèn amb dos fills que abandona el seu petit poble, Tirimo, per perseguir el seu marit, Jija, després que aquest matí el seu fill Uche i segresti la seva filla Nassun. Els capítols d'Essun estan escrits en segona persona i temps present. Físicament té els cabells arrissats amb rastes, la pell marró ocre (considerada massa pàl·lida o massa fosca segons els estàndards de la Quietud) i  una complexió flàccida.
- Jija: el marit d'Essun, que mata el seu fill Uche en descobrir que era un orogèn i fuig amb la seva filla Nassun.
- Hoa: un nen misteriós que troba l'Essun al bosc i decideix acompanyar-la en el seu viatge. Té la pell, els cabells i ells completament blancs, com el gel. Més endavant es descobreix que és un menjapedres i el narrador dels capítols d'Essun.
- Feldespat: instructora de la Sienita al Fulcre. És qui li assigna la missió amb l'Alabastre per desbloquejar el port d'Allia.
- Tonkee Innovadora Dibars (també coneguda com Binof Lideratge Yumenes): una dona transgènere que, de jove, filla d'una família poderosa que demana l'ajuda de la Damaya quan era petita. Més tard es va trobar com un geòmesta format a la universitat però sense comunitat (un científic que estudia la terra, la química i la física) que ara viu en una cova.
- Innon Resistent Meov: líder d'una comunitat insular de pirates.

Personatges menors:
- Lerna: una jove metgessa de Tirimo que té cura de l'Essun just abans de la mort del seu fill.
- Rask Innovador Tirimo: el cap electe de la ciutat.
- La iaiona de Damaya.
- La mare i el pare de Damaya, un Esquenaferma i una Resistent.
- Asael Lideratge Allia: un dels sis governadors adjunts d'Allia.
- Heresmith Lideratge Allia: el tinent governador d'Allia.
- Ykka Orograta Castrima: líder de Castrima, la comu subterrània on arriben l'Essun, l'Hoa i la Tonkee.

### Premis
La Cinquena estació va ser guardonada amb el Premi Hugo a la Millor Novel·la a la 74a Convenció Mundial de Ciència Ficció el 20 d'agost de 2016, fent de Jemisin la segona persona negra a guanyar el premi. També va guanyar el premi Sputnik i va ser nominada al premi Nebula i al premi World Fantasy a la millor novel·la.
Aquest és el primer dels tres llibres de la sèrie La Terra Fragmentada. La segona novel·la de la trilogia, La porta dels obeliscs, es va publicar el 16 d'agost de 2016 i va guanyar un premi Hugo a la millor novel·la el 2017. El tercer llibre, El cel de pedra, es va publicar l'agost de 2017 i va guanyar el premi Hugo 2018 a la millor novel·la. Aquestes victòries consecutives van fer de Jemisin la primera persona a guanyar el premi Hugo tres anys seguits o pels tres llibres d'una trilogia.